# Фрідріхсталь
Фрідріхсталь (нім. Friedrichsthal) — місто в Німеччині, знаходиться в землі Саар. Входить до складу району Саарбрюккен.
Площа — 9,07 км2. Населення становить 9955 ос. (станом на 31 грудня 2021).